# Bannières
Bannières ist eine französische Gemeinde mit 211 Einwohnern (Stand 1. Januar 2022) im Département Tarn in der Region Okzitanien. Sie gehört zum Arrondissement Castres und zum Kanton Lavaur Cocagne. Die Bewohner nennen sich die Banniérois.

## Lage
Bannières liegt etwa 25 Kilometer östlich von Toulouse. Die Gemeinde grenzt im Norden an Belcastel, im Osten an Viviers-lès-Lavaur, im Südosten an Villeneuve-lès-Lavaur, im Süden an Vendine, im Südwesten an Francarville und Saussens und im Westen an Montcabrier.

## Bevölkerungsentwicklung
| Jahr      | 1962 | 1968 | 1975 | 1982 | 1990 | 1999 | 2008 | 2015 |
| --------- | ---- | ---- | ---- | ---- | ---- | ---- | ---- | ---- |
| Einwohner | 177  | 137  | 117  | 113  | 112  | 130  | 152  | 209  |